# Alana de la Garza
Alana de la Garza (Columbus, 18 de junio de 1976) es una actriz estadounidense, hija de padre mexicano y madre irlandesa.

## Biografía
Fue criada en El Paso (estado de Texas). En su adolescencia ganó el premio de «Miss Photogenic» (‘señorita fotogénica’) en el desfile local de belleza de Miss El Paso Teen USA. Después se convirtió en una profesora de Educación Especial en la Universidad de Texas, estudiando terapia física y trabajos sociales.
Después de su graduación, interpretó algunos pequeños papeles mientras vivía en Orlando, Florida; y pronto se trasladó a Nueva York. Obtuvo el papel de Rosa Santos en la telenovela All My Children, protagonizando papeles en JAG, Embrujadas, Dos hombres y medio y Las Vegas. Protagonizó ―como María― la breve serie The Mountain, en la cual recibió muy buenas críticas por su actuación.
En 2005, protagonizó Mr. Fix-It con David Boreanaz. Además fue protagonista invitada como la malvada kryptoniana (llamada Aethyr) en la premier de la quinta temporada de Smallville titulada «Arrival» originalmente e interpretó el papel de Marisol Delko en la serie de CBS televisión CSI: Miami.
Le han ofrecido dos veces participar en la galería en línea Girls of Maxim. En 2006 se unió al equipo de NBC (Ley y Orden) durante la premier de la decimoséptima temporada, en el papel de Connie Rubirosa. Colaboró en la serie durante cuatro temporadas completas (17 a la 20), además de colaborar en Law & Order: LA y en la temporada 15 de Ley y Orden: SVU.
Protagonizó durante 2014 y 2015  la serie Forever.
Desde 2019 ha participado en la serie FBI y en su spin-off: FBI Most Wanted.

## Vida personal
De La Garza se casó con su novio de mucho tiempo Michael Roberts, escritor, el 31 de mayo de 2008 en Orlando (Florida) (condado de Orange). Tienen dos hijos, un niño y una niña. Es prima lejana del guionista y productor de televisión René Balcer, y comparte parentesco común con Juan Cortina, un héroe popular mexicano conocido como el Robin Hood de Río Grande